# Halle de Mazères
La halle de Mazères est un édifice en briques situé sur la commune de Mazères, dans le département de l'Ariège, en France.

## Localisation
La halle se situe au centre de la ville de Mazères, place de l'Église.

## Description
La halle est un édifice néo-classique construit en  brique toulousaine et doté d'une charpente sans support intermédiaire recouverte de 950 m2 de tuile occitane.

## Histoire
Une halle existait au Moyen Âge, détruite et remplacée par la halle construite entre 1845 et 1851 par l'architecte Ferdinand Coma.
La halle est inscrite au titre des monuments historiques par arrêté du 27 octobre 2004.

## Galerie

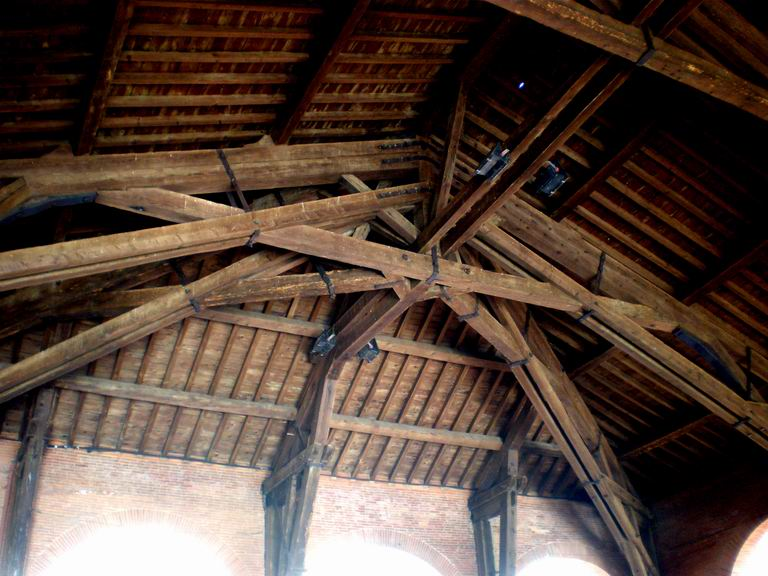
La charpente.
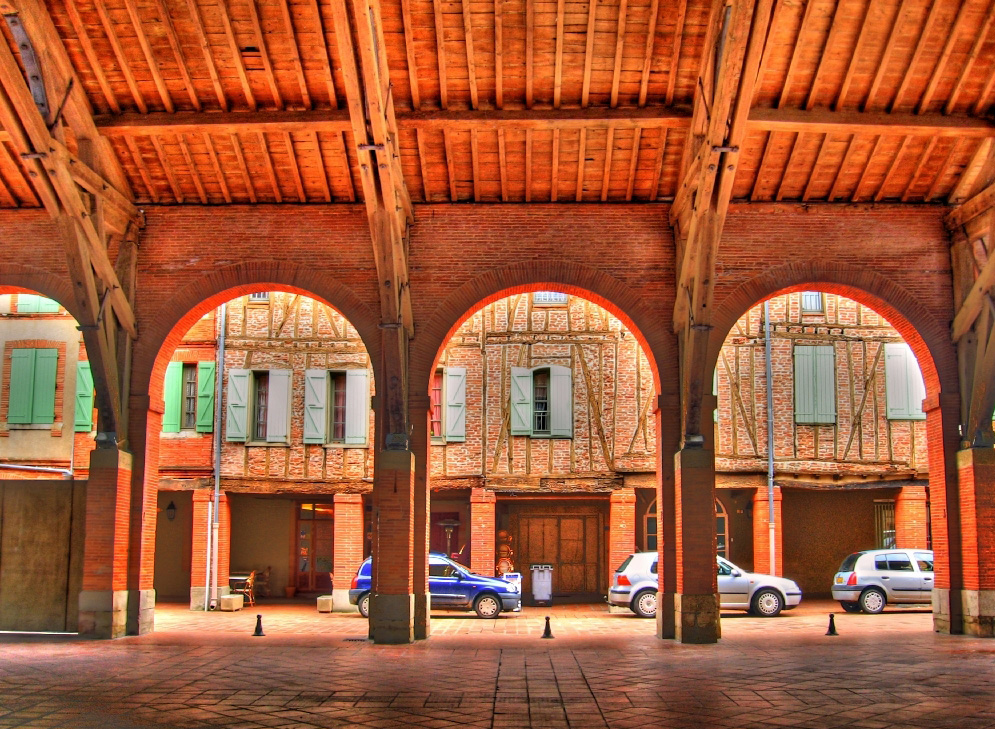
Les couverts à colombages du XVIIe siècle vus depuis la halle.

## Valorisation du patrimoine
Le marché de Mazères s'y tient chaque jeudi ainsi qu'une brocante le premier lundi du mois. En septembre s'y tient la fête des vendanges et des fromages et plus ponctuellement des événements culturels y sont organisés.